# Belizisch-osttimoresische Beziehungen
Die belizisch-osttimoresische Beziehungen beschreiben das zwischenstaatliche Verhältnis von Belize und Osttimor.

## Geschichte
Die Kontakte zwischen Belize und Osttimor waren bisher spärlich. Die beiden Staaten nahmen am 15. April 2003 diplomatische Beziehungen auf.

## Diplomatie
Weder hat Belize eine Botschaft in Osttimor, noch Osttimor eine diplomatische Vertretung in Belize. Osttimors nächstgelegene Botschaften befinden sich in Havanna und Washington, D.C. Belize verfügt über Honorarkonsule in Singapur und Brookvale (Australien).

## Wirtschaft
Für 2018 gibt das Statistische Amt Osttimors keine Handelsbeziehungen zwischen Belize und Osttimor an.